# 青葉 (八戸市)
青葉（あおば）は、青森県八戸市の町名。青葉一丁目から三丁目までが設置されている。

## 地理
八戸市の中央部に位置し、北に柏崎、小中野、東に諏訪、南・西に類家と接する。国道45号線沿道と柳橋通り沿いには近隣商業施設が立地している。地内には、八戸市立柏崎小学校の3代目校舎、八戸市立第三中学校がある。

## 世帯数と人口
2017年（平成29年）4月30日現在の世帯数と人口は以下の通りである。
| 丁目       | 世帯数    | 人口    |
| ---------- | --------- | ------- |
| 青葉一丁目 | 330世帯   | 651人   |
| 青葉二丁目 | 388世帯   | 750人   |
| 青葉三丁目 | 551世帯   | 1,142人 |
| 計         | 1,269世帯 | 2,543人 |

## 歴史

### 沿革
- 1961年（昭和36年）- 八戸市立第三中学校が開校
- 1973年（昭和48年）- 地内の区画整理事業が始まる
- 1976年（昭和51年）9月1日 - 類家地区の住居表示に伴い大字類家に町が新設され、青葉一丁目から三丁目となる[3][4]

### 町名の変遷

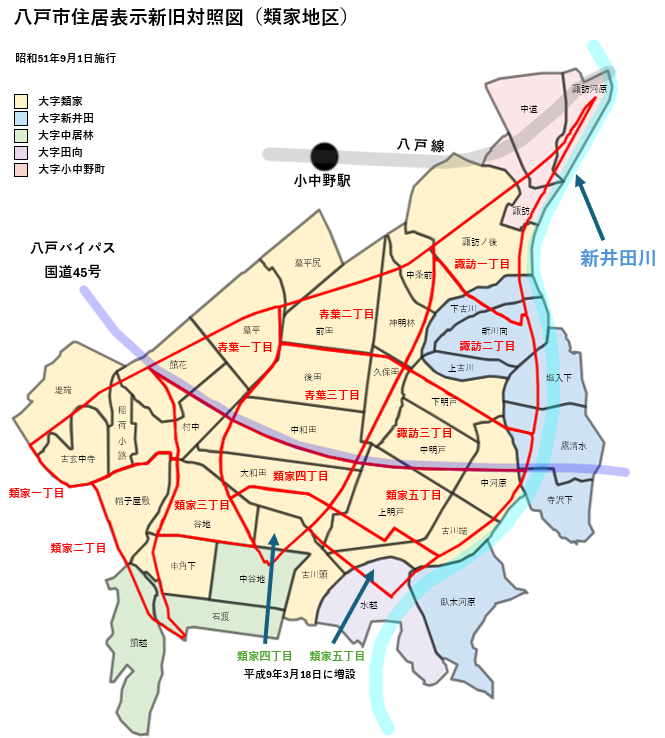
八戸市類家地区での住居表示における新旧対照図。

| 実施後     | 実施年月日   | 実施前（各字はその一部）                             |
| ---------- | ------------ | ---------------------------------------------------- |
| 青葉一丁目 | 1976年9月1日 | 大字類家字館花、中和田、蟇平、村中                   |
| 青葉二丁目 | 1976年9月1日 | 大字類家字蟇平、蟇平尻、前田、神明林、中条前、久保田 |
| 青葉三丁目 | 1976年9月1日 | 大字類家字後田、久保田、中和田                       |

## 交通
鉄道の駅は無い。幹線道路は、国道45号（通称八戸バイパス）、市道3・4・8街路（柳橋通り）が通る。

## 施設

### 教育
- 八戸市立柏崎小学校
- 八戸市立第三中学校
- 八戸短期大学附属聖アンナ幼稚園
- 八戸高等看護学院

### 病院
- 八戸市総合健診センター

### 都市公園
- 類家北2号公園
- 類家中央3号公園
- 類家第4号公園（パンダ公園）

### 商業
- 青森みちのく銀行類家支店
- 東北靴流通センター
- 七尾家具
- 青葉温泉
- マエダストア青葉店（旧スーパーみなとや類家青葉店）

## 参考資料
1. 1 2  八戸市 (2017年4月30日). “八戸市人口データ（平成29年度）”.   八戸市. 2017年6月1日閲覧。
2. ↑  “市外局番の一覧”.   総務省. 2017年5月29日閲覧。
3. ↑  “住居表示について”. 八戸市.   八戸市. 2025年2月5日閲覧。
4. ↑  “町の新設”. 八戸市例規集.   八戸市. 2025年2月5日閲覧。